# 唐括安礼
唐括安礼（？—1181年），本名唐括斡鲁古，又作唐括讹鲁古，字子敬，金朝大臣，女真族人。
唐括安礼少年时好学，通经史，善诗词文章。海陵王完颜亮贞元年间，官至临海军节度使，入为翰林侍读学士，改任浚州防御使、彰化军节度使。金世宗大定（1161—1189）初年，迁益都（今山东省青州市）尹、大兴（今北京市西南）尹。以为政有方，府内大治，狱空，受赏赐。是时虽年少，为政有治世才，因廉洁进荣禄大夫。金世宗对唐括安礼的理政能力很赞赏，下诏于宫中赐宴慰劳唐括安礼。按例：凡是狱中犯人减少，监狱出现了空闲的州郡，都要由朝廷赐钱作为赏赐宴席的费用。大定四年（1164年），因治绩入拜参知政事。大定七年（1167年），罢为横海军节度使，历河间尹、南京留守。后以守丧去官，起复为尚书右丞。升任平章政事，封芮国公，授世袭谋克。钻研汉学，主张以汉法治国，平等对待女真与汉人；于科举、钱财、荐举等方面多有建议。参议考试科目，主张加试策论。忠诚正直，勤于政事，主张“猛安人与汉户，今皆一家，彼耕此种，皆是国人”，不宜再有分别。其所议，多与世宗不合。大定二十一年（1181年）授右丞相，进封申国公。同年去世。

## 延伸阅读
[在维基数据编辑]
 《金史·卷88》，出自脱脱《遼史》